# Fryz

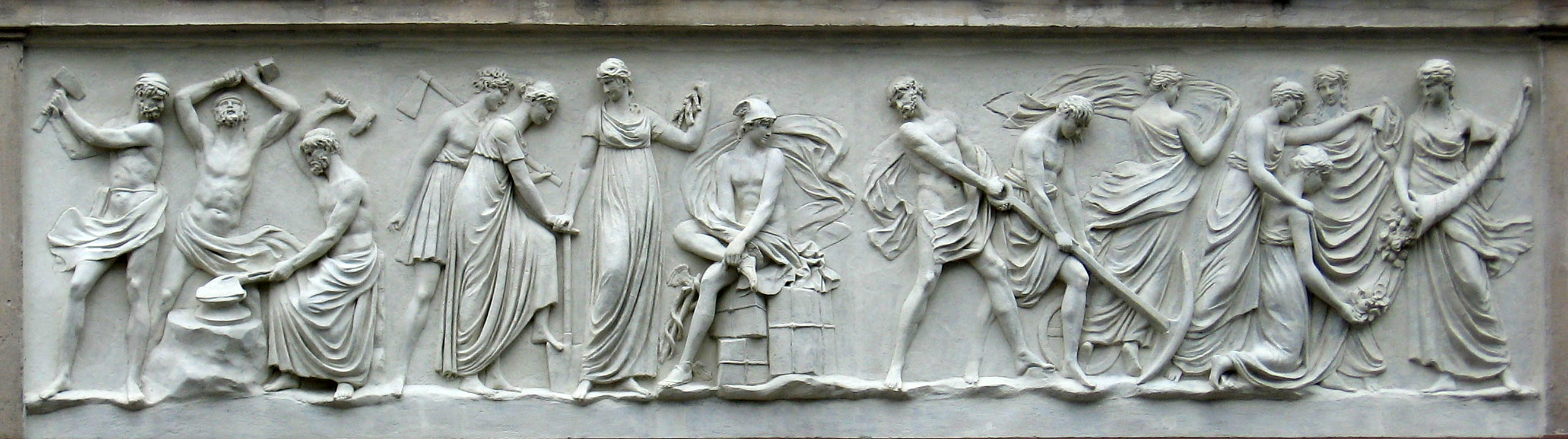
Fryz ciągły. Pałac Fermora

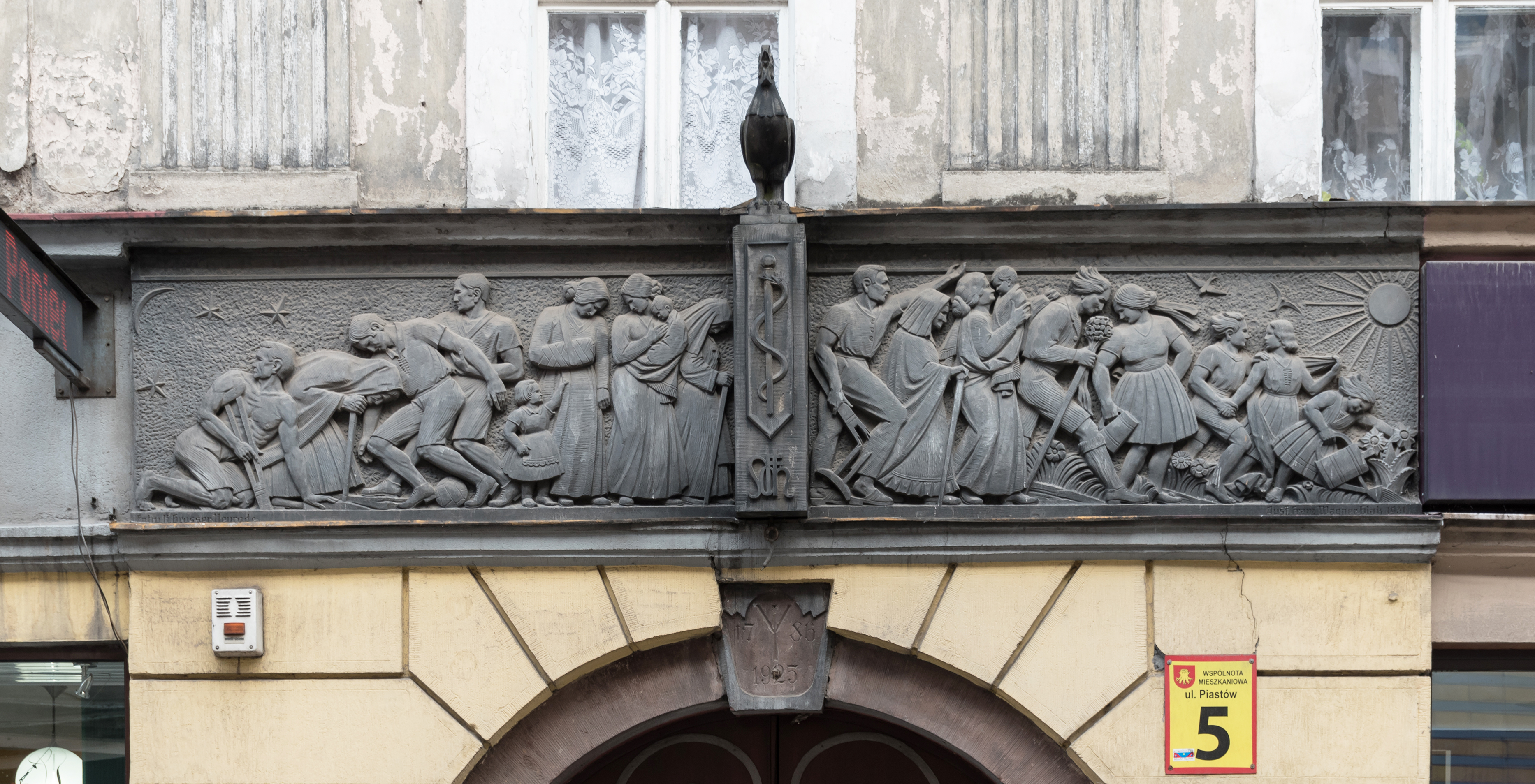
Fryz na domie w Nowej Rudzie

Fryz (wł. fregio) – pośredni, poziomy człon belkowania z reguły położony między architrawem i gzymsem; ogólnie – każdy poziomy pas dekoracyjny.
W architekturze często zdobiony płaskorzeźbami, był jednym z najbardziej ozdobnych elementów antycznych świątyń. W porządku doryckim składał się z następujących na przemian po sobie metop i tryglifów (tzw. fryz metopowo-tryglifowy lub tryglifon). W porządku jońskim jest to już fryz ciągły ozdobiony reliefem o tematyce mitologicznej, religijnej lub historycznej. Jeden z najwspanialszych fryzów doryckich pochodzi z Partenonu. W innych porządkach architektonicznych fryz może być gładki.
Fryz to również poziomy pas zdobiący naczynia lub malowidła, który może się składać z powtarzających się motywów geometrycznych lub scen figuralnych.
W architekturze mianem fryzu określa się także element wystroju architektonicznego w postaci poziomego, ciągłego, płaskorzeźbionego, malowanego lub ceramicznego pasa o rozmaitych motywach dekoracyjnych. Był on stosowany do wizualnego podziału i zdobienia zarówno elewacji, jak i wnętrz budowli. Dekoracja fryzów zmieniała się w zależności od epoki. W okresie romańskim przeważały motywy geometryczne, w gotyku roślinne i figuralne, w renesansie motywy antyczne.

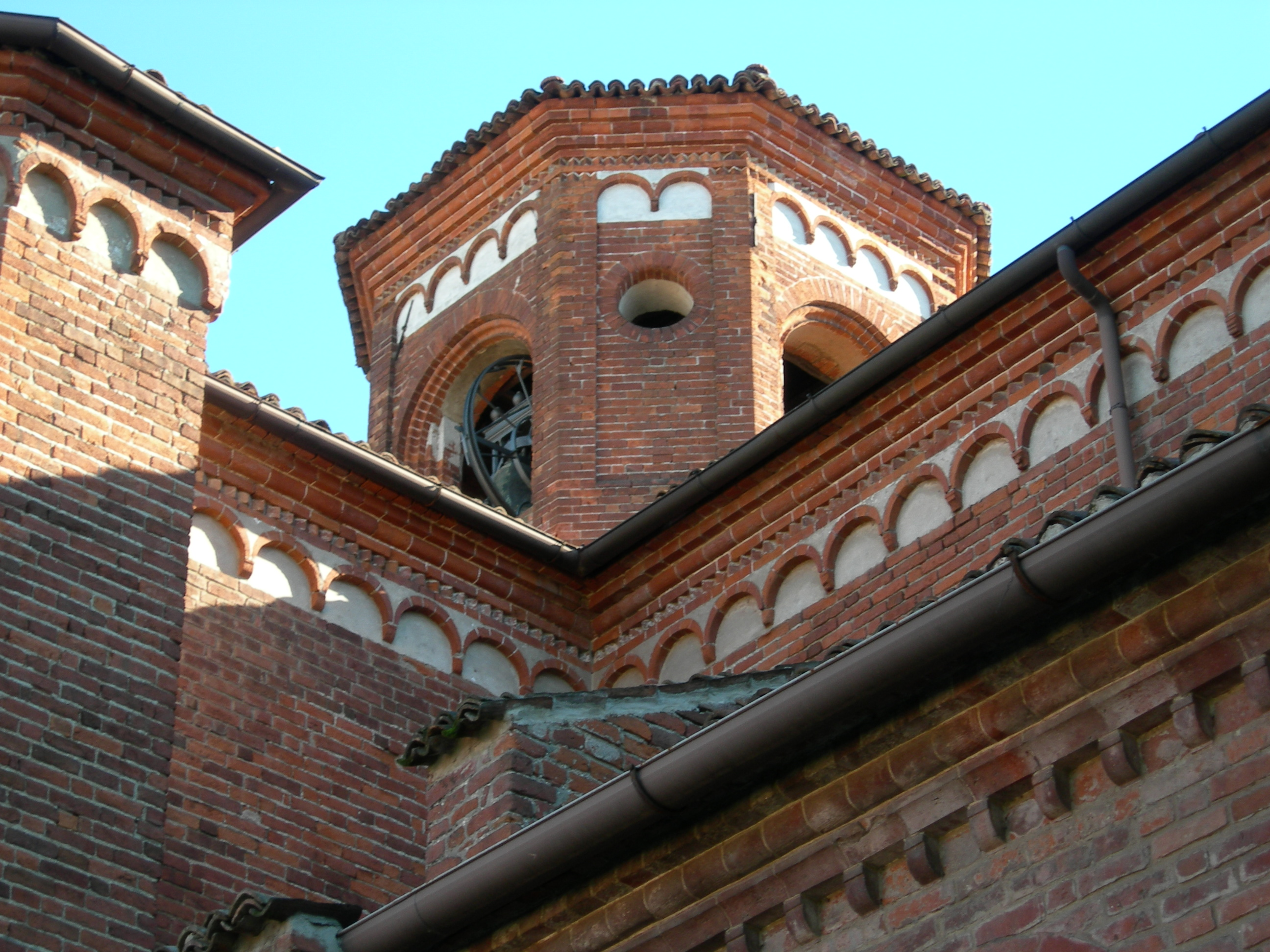
Fryzy arkadkowe

W budownictwie wyróżnia się poza tym fryz arkadowy (lub arkadkowy, arkatura), składający się z szeregu małych łuków, najczęściej pod okapem frontowych elewacji. Jest on charakterystyczny dla architektury przedromańskiej i romańskiej. Stosowany też jako element dekoracyjny w wyrobach rzemieślniczych.
Zoforosem nazywano wszelki fryz klasyczny z przedstawieniem postaci ludzi i zwierząt w płaskorzeźbie.  W średniowiecznej Polsce fryz nazywany był krańcem świata.

## Fryz heraldyczny
Fryzy zawierające herby szlacheckie znajdują się m.in. w zabytkowych dworach: Czarne, Niwnice (spichlerz), Dwór w Pilchowicach; pałacach w: Czernej, Czernicy, Dużej Wólce, Kunowie, Moczydlnicy Dworskiej, Przytoku, Strudze, Tuszynie, Wiadrowie, Wojanowie i zamkach w: Goli Dzierżoniowskiej, Gościszowie, Międzylesiu, Piotrowicach Świdnickich, Płakowicach, Sędziszowej, Starej Kraśnicy, Zagórzu Śląskim (Grodno).

## Galeria

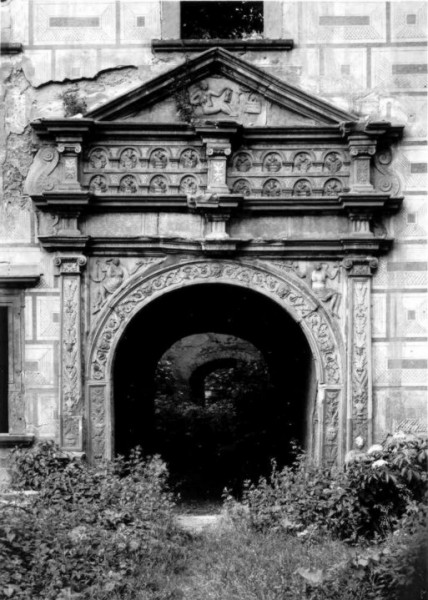
Zamek w Goli Dzierżoniowskiej
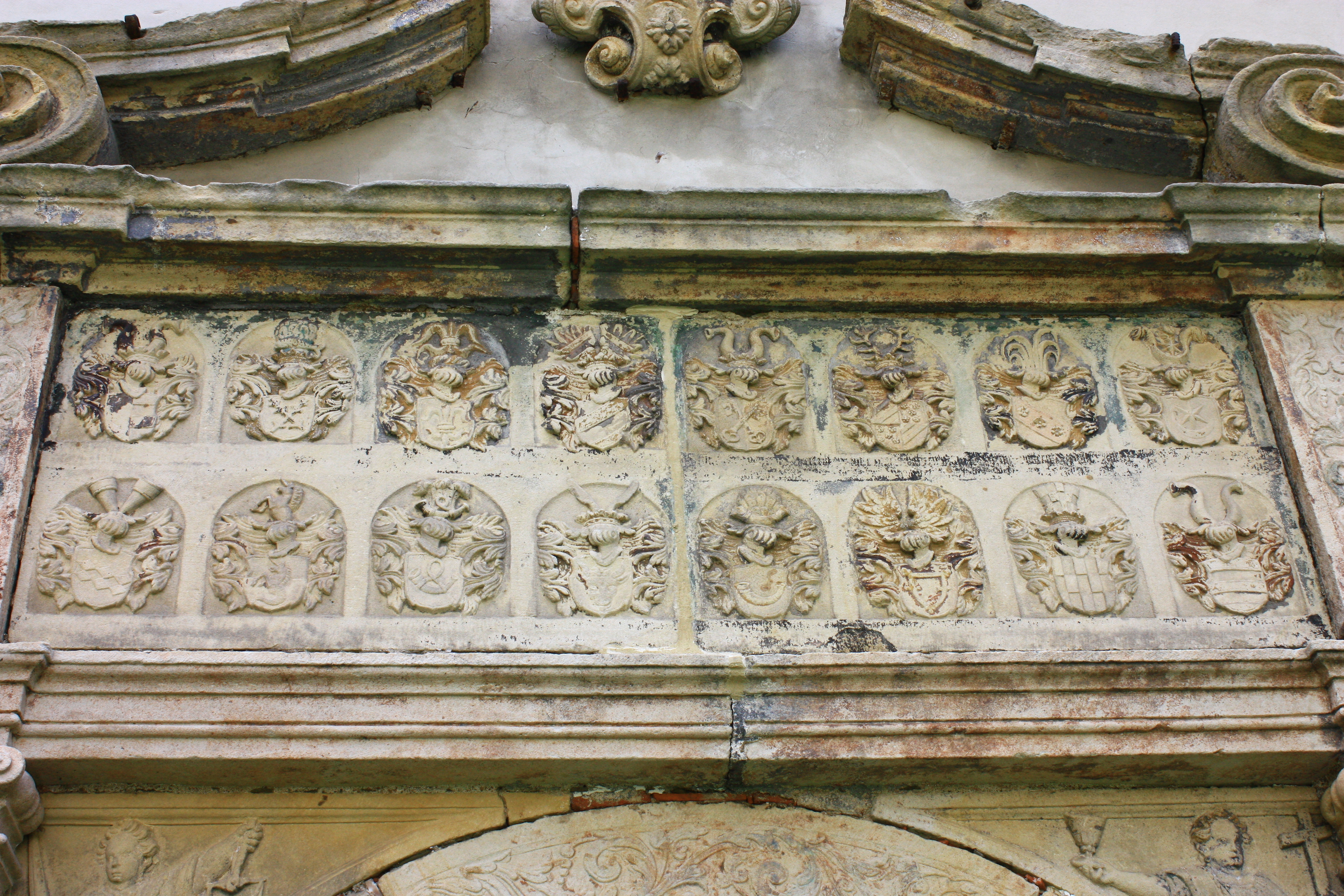
Zamek w Międzylesiu
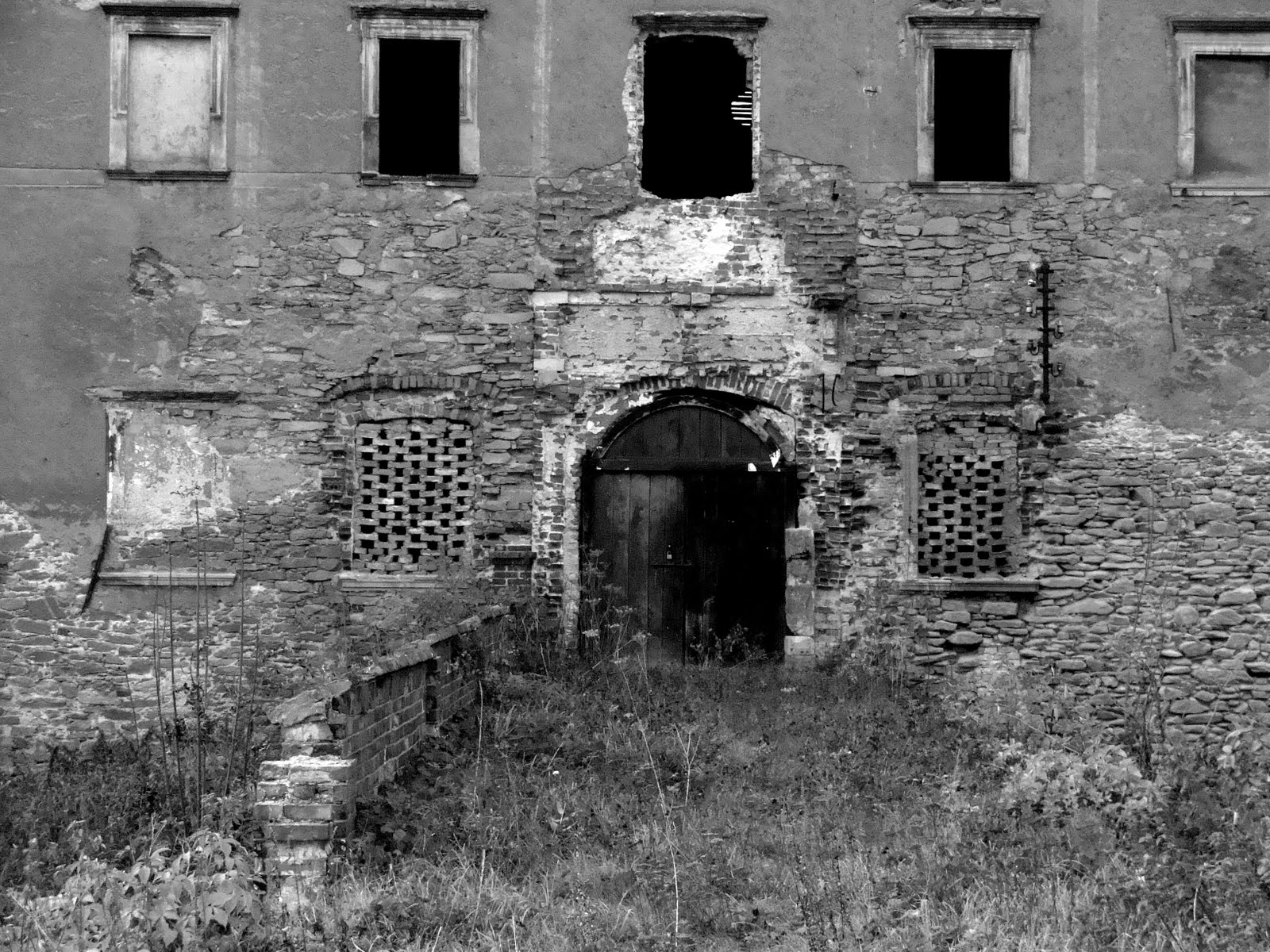
Zamek w Piotrowicach
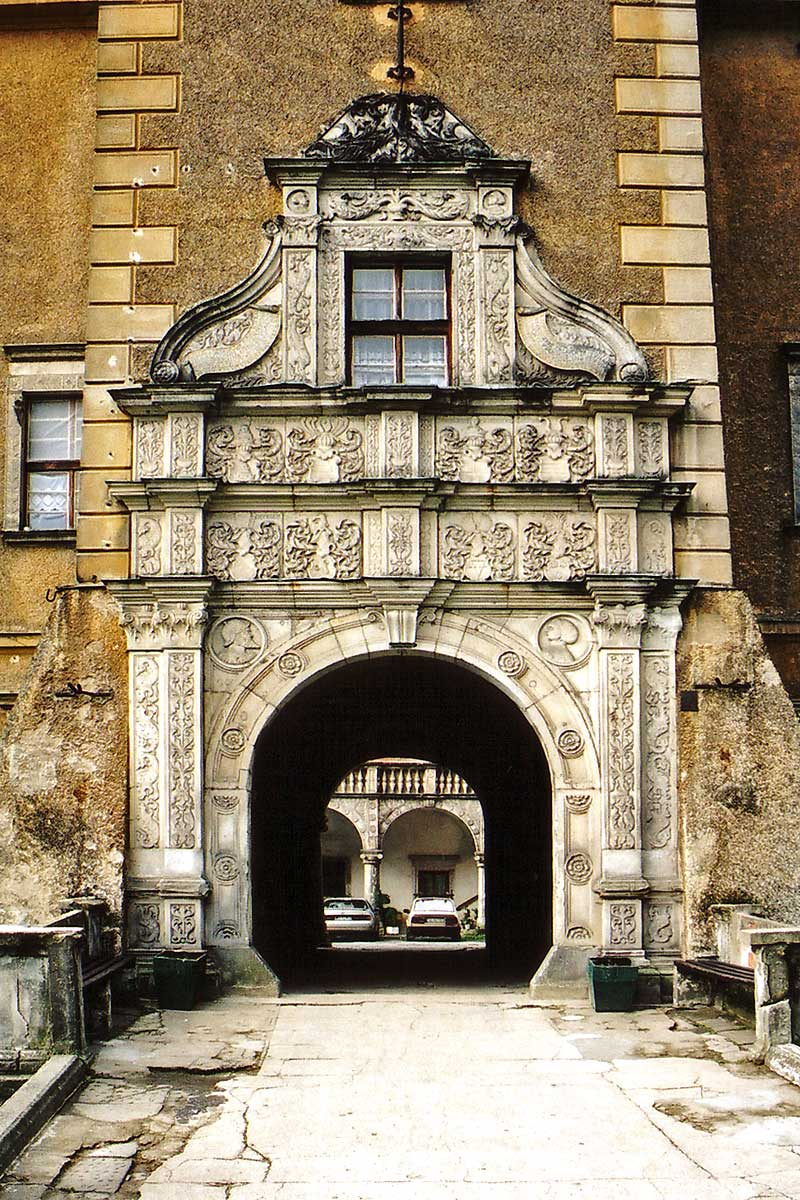
Zamek w Płakowicach
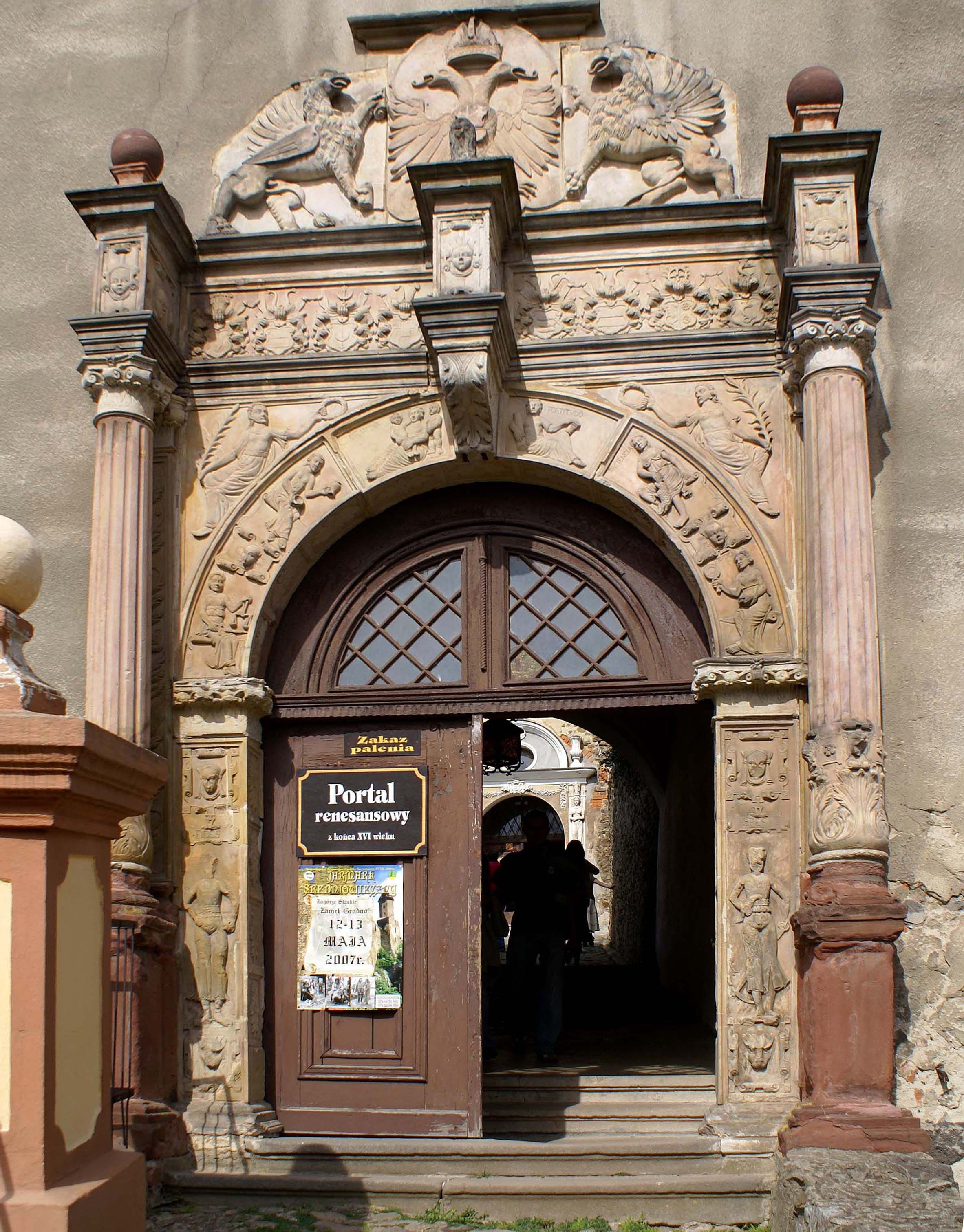
Zamek Grodno
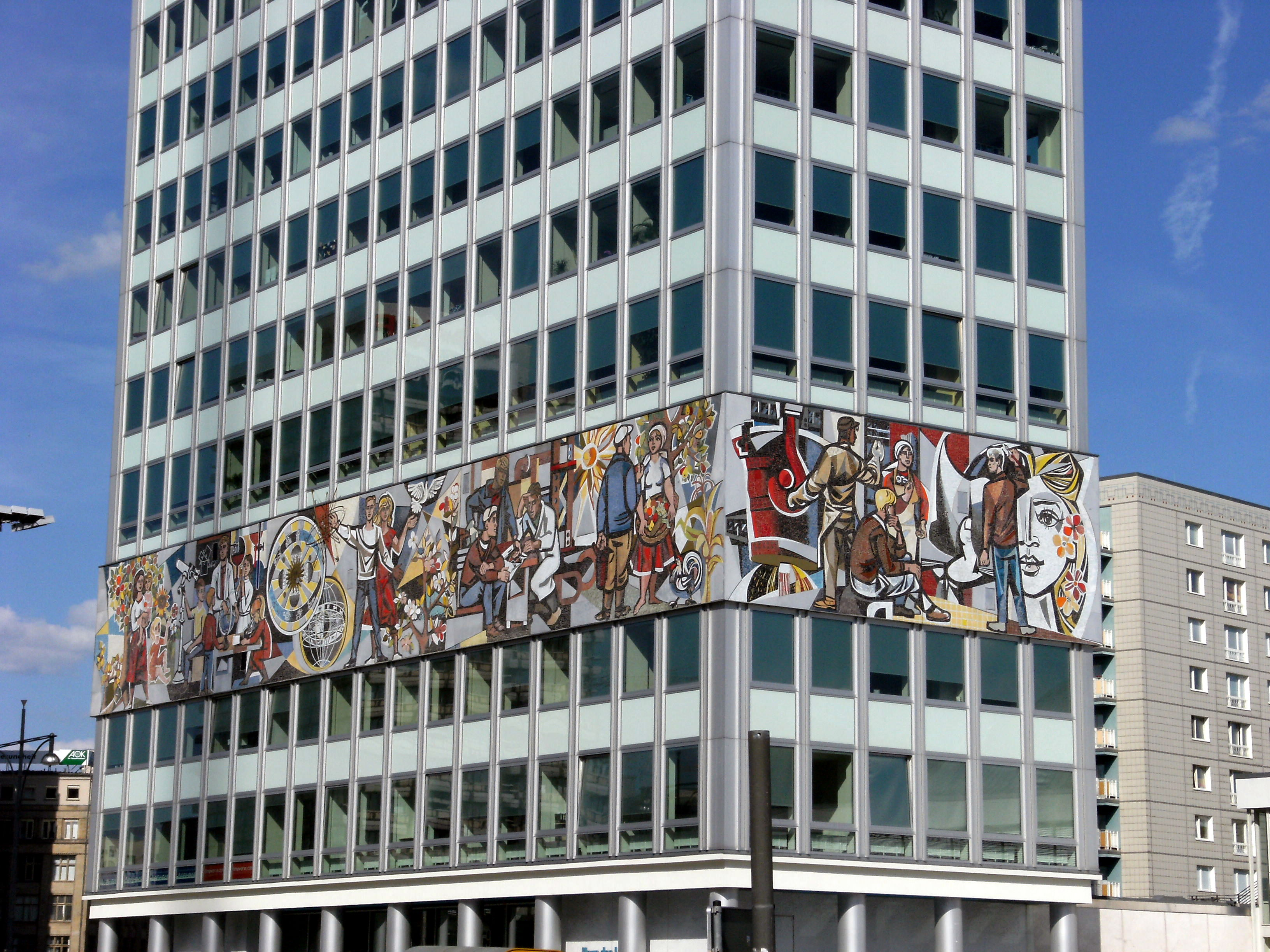
Mozaika w formie fryzu